# بيمونتي
بِمنُتة أو (نقحرة: بيمونتي) هي بلدية في مدينة نابولي الحضرية في منطقة كَمبانِية الإيطالية ، وتقع على بعد حوالي 30 كم من جنوب شرق نابُل.

## جغرافية
بلدية بِمُنتة ، الواقعة في شبه جزيرة سورينتو ، تحتوي على فرازيوني (تقسيمات الفرعية ، قرى ونجوع بشكل رئيسي) سنترو وفرانش وبيازا وتراليا. سنترو ، بمعنى مركز والمعروفة أيضًا باسم بِمُنتة السليمة، هو مقر البلدية.
تقع مدينة بِمُنتة على حدود البلديات التالية: اجيرولا واسطابة وغراغنانو وبسطانة وسكالا وفيكو إكوينسي.

## روابط خارجية
- الموقع الرسمي